# Szerokie Siodło (Ciemniak)
Szerokie Siodło – płytka przełęcz w północno-zachodniej grani Ciemniaka w polskich Tatrach Zachodnich, pomiędzy szczytem Ciemniaka (2096 m) a Twardą Kopą (2026 m). Znajduje się na obszarze skał granitowych (alaskity), które przykrywają cały Twardy Grzbiet. Wschodnie stoki spod przełęczy opadają do Mułowego Kotła. U góry są trawiaste i strome, dołem w Mułowym Kotle podcięte stromymi ściankami. Stoki zachodnie opadają do Zadniego Kamiennego i górą są trawiaste.
Dawniej rejon przełęczy był wypasany, należał do Hali Upłaz.

## Szlaki turystyczne
– czerwony szlak turystyczny z Cudakowej Polany w Dolinie Kościeliskiej przez polanę Upłaz i Twardy Grzbiet na Ciemniaka. Czas przejścia: 3:35 h, ↓ 2:30 h
 – zielony ze schroniska na Hali Ornak, przez Doliną Tomanową, Czerwony Żleb i Chudą Przełączkę na Ciemniaka. Czas przejścia: 3.40 h, ↓ 2:40 h.